# ماتیکان گجستک ابالیش
ماتیکان گجستگ ابالیش کتابی به زبان فارسی میانه است که در آن به مناظره و مجادلهٔ ابالیشِ زندیک با آذرفرنبغِ مزدیسن پرداخته شده‌ است.

## نام‌شناسی
مادَیان در زبان پارسی میانه به معنی کتاب است. گجستگ به معنی «گجسته» و نفرین شده است. نام ابالیش به شکل‌هایی گوناگون بازسازی شده است: هانس شدر آن را تصحیف «ابالیث» عربی، دمناش آن را صورتی از «یَبَلَه» سریانی و بعدها «عبدالله» عربی دانست در نخستین خط از متن مادیان گجسته ابالیش آمده: «ایدون گویند که گجستگ ابالش زندیگ از استخر بود». زندیگ (معرب: زندیق) واژه‌ای است که موبدان مانویان را می‌خواندند. این واژه برگرفته است از واژه آرامی zaddīḳ (برابر با «صدیق» عربی) که مانویان به بزرگان و «گزیدگان» خود می‌گفتند.

## درونمایه
ابالیش که نام اصلی‌اش «دین‌هرمزد» بوده برای گرفتن کمک مالی به آتشگاه می‌رود. اما چون چیزی به او نمی‌دهند با خشم به دربار مأمون عباسی در بغداد می‌رود «تا با همگی دانایان بهدینان، و تازیان و جهودیان و ترسایان ایرنجینیدن (= مجادله) کند.» مناظره میان او و یکی از موبدان زرتشتی به نام آذرفروبغ پسر فرخ‌زاد در حضور مأمون و سایر علمای ادیان آغاز می‌شود. ابالیش بحث را طرح می‌کند و موبد پاسخ می‌دهد. در پایان هر مسئله مأمون پاسخ‌های موبد را می‌پسندد.

## دین ابالیش
ادعایی در این خصوص وجود دارد که ابالیش مسلمان بوده و نام اصلی او ابالیث بوده است. این در حالی است که اصل متن ماتیکان گجستک ابالیش به روشنی می‌گوید که وی زندیق بوده است. با توجه به معنی واژه زندیگ و کاربرد آن در ادبیات پارسی میانه، و نیز قصد ابالیش برای پیکار با «تازیان» (= مسلمانان) این ادعا بی اساس است. در منابع مختلف زرتشتی و اسلامی نیز این مناظره را بین یک زرتشتی و مانوی دانسته‌اند.